# 옥길중학교
옥길중학교(玉吉中學校)는 대한민국 경기도 부천시 소사구  옥길동에 있는 공립 중학교이다.

## 학교 연혁
- 2015년 2월 25일 : 옥길중학교 설립인가 (30학급, 특수 2학급)
- 2016년 8월 22일 : 초대 김정현 교장 취임
- 2016년 8월 22일 : 개교식 5학급 (1학년 2학급, 2학년 2학급, 3학년 1학급)
- 2017년 2월 9일 : 제1회 졸업식 (졸업생 14명)
- 2017년 3월 2일 : 제1회 입학식 (신입생 87명)
- 2023년 9월 1일 : 제4대 고정곤 교장 취임
- 2024년 1월 5일 : 제8회 졸업식(졸업생 313명)
- 2024년 3월 4일 : 제8회 입학식(신입생 324명)

## 참고 자료
- 옥길중학교 - 한국교육학술정보원 학교알리미